# Mate Garković
Mate Garković (Veli Rat, 12. rujna 1882. - Zadar, 26. svibnja 1968.) bio je rimokatolički nadbiskup Zadarske nadbiskupije.
Garković je rođen 12. rujna 1882. u Velom Ratu na Dugom otoku. Zaređen je za rimokatoličkog svećenika 28. srpnja 1907., nakon čega je najprije radio kao odgojitelj u Nadbiskupskon sjemeništu „Zmajević“ u Zadru gdje je ostao do 1914. Godine 1914. imenovan je župnikom Preka i dekanom Ugljanskog dekanata. 
Kada su Talijani okupirali Dalmaciju, Garković je bio uhićen i zatvoren na šest mjeseci u Sestrunju. Nakon toga se vratio u Preko gdje je ostao do 1925. Sljedećih 20 godina radio je kao profesor pastoralne teologije i hebrejskog jezika u Splitu.
Garković je imenovan apostolskim administratorom Zadra 22. veljače 1952. Za biskupa ga je zaredio hvarski nadbiskup Miho Pušić 30. ožujka 1952. Garković je imenovan zadarskim nadbiskupom 24. prosinca 1960.
Garković je preminuo 26. svibnja 1968. u 85. godini života u Zadru. Pokopan je u katedrali svete Stošije u Zadru.